# Милена Велимировић
Милена Велимировић (Београд, 1924. – 1976.) била је српска сликарка и педагошкиња.

## Биографија
Милена Велимировић је завршила Академију за ликовне уметности у Београду. Студијска путовања су је одвела у Париз, Лондон, Холандију, Грчку, Италију и САД. Први пут је излагала 1951. године. Самосталне изложбе имала је у Београду 1953, 1957. и 1965. Излагала је на колективним изложбама УЛУС-а, Октобарском салону. Бавила се педагошким радом. 